# أيلان أو ليل الحكي
أيلان أو ليل الحكي هي رواية للكاتب المغربي اليهودي إدمون عمران المالح الحاصل إدمون المالح على جائزة الاستحقاق الوطني (أرفع جائزة ثقافية وأدبية رسمية تُمنح في المغرب) عام 1996 عن مجموع أعماله، ونال عام 2004 وسام الكفاءة تقديرا لإنتاجه الأدبي ولمواقفه الوطنية،صدرت سنة 1983ترجمها إلى العربيّة علي تزلكاد
سنة1987 وقام بمراجعتها محمد بنيس .

## أحداث الرواية
تدور أحداث رواية أيلان أو ليل الحكي لإدمون عمران المليح في فضاء سردي متعدد الأصوات واللغات، حيث تتشابك الحكايات لتروي تجربة المنفى والهوية والذاكرة في سياق مغربي متشظٍ بين الداخل والخارج. تتبع الرواية شخصية "أيلان"، الطفل الذي يحمل جرحًا رمزيًا في جنبه، كعلامة على ذاكرة مثقلة بتاريخ الاستعمار، والشتات الثقافي، والصراعات الوجودية. من خلال استدعاء الحكايات الشعبية والأسطورية، وتوظيف لغات متنوعة كالفرنسية والعربية والأمازيغية والعبرية، تنسج الرواية سردًا هجينًا يعكس تعدد الهويات والانتماءات. تتقاطع فيها محكيات الطفولة مع تواريخ القمع السياسي، لتتحول الكتابة إلى فعل مقاومة ضد النسيان، وحفر في طبقات الذاكرة الجمعية والفردية، في سردية تنبني على التهكم والتفكيك، وتُعيد تشكيل الحكاية كفضاء للحرية والتعدد

## شخصيات الرواية
في رواية أيلان أو ليل الحكي لإدمون عمران المليح، تتشكّل الشخصيات ضمن نسيج سردي متعدد الأصوات، حيث لا تُقدَّم وفق نمط تقليدي بل تُستحضر كرموز للذاكرة والمنفى والهوية المتشظية.
- الشخصية المحورية هي الراوي، وهو صوت داخلي متأمل، لا يحمل اسمًا محددًا، ويجسّد ذاتًا منفية تبحث عن جذورها في الحكاية واللغة.
- الجدّ، الذي يمثل الحكمة والذاكرة الجماعية.
- الأمّ، بوصفها رمزًا للحنان والارتباط بالأرض .
- الطفل، الذي يعكس براءة البدايات ودهشة الاكتشاف.
- كما تحضر شخصيات أخرى هامشية، تتداخل مع الحكايات والأساطير، وتُستدعى من عمق الذاكرة المغربية المتعددة، لتُعبّر عن صراعات الذات مع المنفى، واللغة، والسلطة، والاختلاف الثقافي

## اقتباسات من الرواية
"كان يحدث له أن يكتب لأن دمه ينزف بشدة، لأن الجرح الذي كان يحمله في جنبه لا يكف عن الإيعاز."
"المنفى ليس مكانًا، إنه زمنٌ يتكرر في كل لحظة، في كل كلمة لا تُقال." هذا الاقتباس يعبّر عن المنفى كحالة وجودية، لا مجرد جغرافيا، حيث يصبح الصمت نفسه علامة على الاقتلاع.
"كان بعيدًا وراء حدود الغياب، متحركًا في اللحظات المتباعدة، النادرة التي يعود فيها إلى نفسه بوخز رغبة: ألا يموت مع ماضيه." هذا الاقتباس يعبّر عن شعور الذات المنفية التي تحاول أن تتشبث بالذاكرة كي لا تُمحى، وتقاوم الغياب عبر الحكي.
"ذاكرة منقوشة بسحر الطفولة ومكر التاريخ وإغواء الأسطورة، منفتحة على ثقافات وتراثات متعددة." هنا يستحضر المليح الطفولة كفضاء رمزي، مليء بالدهشة والتعدد، ويجعلها مدخلًا لاستعادة الهوية المغربية المتنوعة.
"الكتابة ليست فعلًا، إنها استدعاءٌ لما لم يُعش، لما لم يُقل، لما لم يُنسَ." هنا تتحول الكتابة إلى أداة حفر في الذاكرة، بحثًا عن المعنى وسط الركام.

"كل لغة تحمل جرحًا، وكل جرح له لهجة، وكل لهجة تنطق باسم من لا يُرى." هذا الاقتباس يُبرز كيف تتداخل اللغات في الرواية لتعبّر عن الهويات المتعددة والمقموعة.

## أسلوب الرواية
يتسم أسلوب رواية أيلان أو ليل الحكي لإدمون عمران المليح بطابع سردي تعددي وهجين، يجمع بين الشعرية والتخييل والمرجعية التاريخية، في بنية لغوية تتداخل فيها الفرنسية والعربية والأمازيغية والعبرية ولهجات محلية متنوعة. يعتمد الكاتب على تقنية الحكي المتشظي، حيث تتقاطع الأصوات السردية وتتداخل الأزمنة، مما يخلق نصًا مفتوحًا على التأويل، غنيًا بالرموز والإحالات الثقافية. تتجلى في الرواية نبرة تهكمية نقدية تفكك صور السلطة والقوة، وتعيد تشكيل الحكاية كفضاء للحرية والاختلاف. كما يوظف المليح أسلوبًا حَفريًا في الكتابة، يستنطق الذاكرة الفردية والجمعية، ويستعيد تواريخ المنفى والاستعمار وما بعده، في سردية تنبني على التوتر بين الذات والآخر، وبين الداخل والخارج، مما يمنح النص طابعًا وجوديًا وثقافيًا مركبً

## الطفولة في رواية أيلان أو ليل الحكي
تُجسّد الطفولة في رواية أيلان أو ليل الحكي لإدمون عمران المليح فضاءً رمزيًا تتقاطع فيه الذاكرة الفردية مع التاريخ الجماعي، حيث يُقدَّم الطفل "أيلان" بوصفه حاملًا لجرحٍ غامض في جنبه، يُمثّل أثرًا وجوديًا وتاريخيًا في آنٍ واحد. تتخذ الطفولة في الرواية طابعًا أسطوريًا وشعريًا، إذ تُستعاد عبر الحكايات الشعبية والرموز الثقافية، وتُوظَّف كأداة لاستكشاف الهوية والمنفى والاختلاف الثقافي. كما تُصوَّر الطفولة كمرحلة تأسيسية للوعي، تتخللها صور من القمع والاستلاب، وتُعبّر عن انكسارات الذات في مواجهة السلطة واللغة والتاريخ. من خلال هذا التوظيف، تتحول الطفولة إلى مرآة سردية تعكس التعدد اللغوي والثقافي، وتُعيد تشكيل الحكاية كفعل مقاومة ضد النسيان والتهميش